# Jive

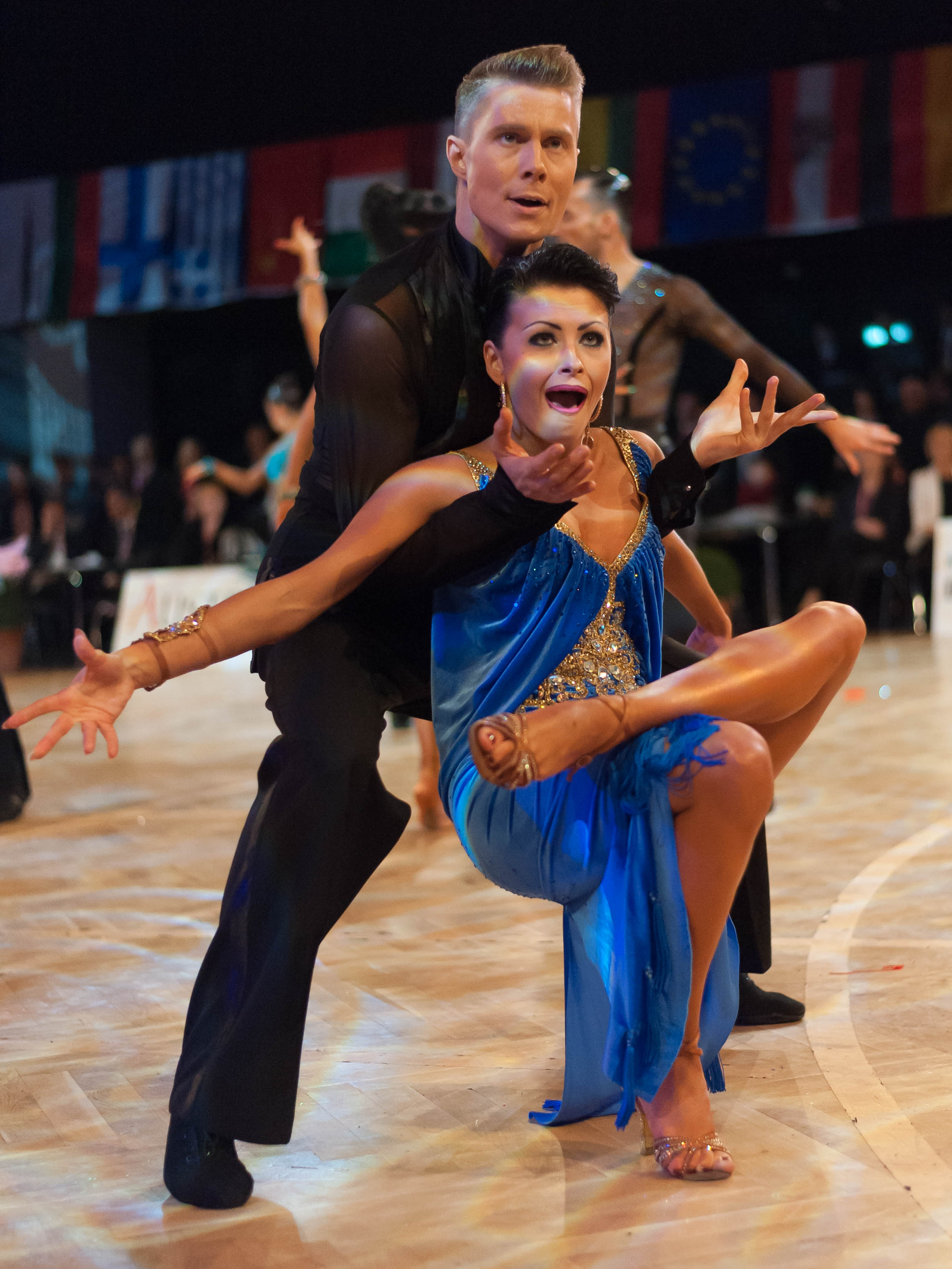
Jive

Jive [džajv] je druh latinskoamerického tance.
Je to rytmický swingový tanec, který vychází z jitterbugu a v mnohém je ovlivněný rokenrolem, boogie-woogie a černošskými tanci. Roku 1944 vydal Victor Silvester první standardizovaný popis jive. Rytmus je 4/4-ový a tempo 40-44 taktů za minutu. Jeho původ je afroamerický, na soutěžích se tančí mezi latinskoamerickými tanci.
Základním pohybem dnešního jive jsou dvě tzv. jive přeměny (tančená v základní podobě stranou jako krok-přísun-krok na jednu stranu a pak zpět krok-přísun-krok), zakončené spádnou kolébkou.

## Vznik
Jive vznikl přibližně ve 30. letech 20. století v afroamerické komunitě v USA. Populární se stal díky své dynamice a volnosti pohybu. V roce 1944 byl Jive oficiálně zařazen mezi latinskoamerické tance v rámci tanečních soutěží.

## Rozšíření do Evropy
Během druhé světové války byl Jive přenesen do Evropy, kde se rozšířil díky americkým vojákům, kteří přinesli nové hudební styly. V Evropě byl zařazen do tanečních soutěží. V 50. a 60. letech, kdy měl vliv rock’n’roll, Jive zůstal populární a tančil se i na společenských akcích.
Charakteristické je pro Jive rychlé tempo a energický pohyb. Tanec zahrnuje dynamické kroky, výskoky a rotace. Rytmus Jive je svižný a často doprovázen písněmi, které mají rychlé tempo, jako například skladby od Elvise Presleyho nebo Chucka Berrye. V soutěžním tanci je hodnocen na základě techniky, přesnosti a rytmu.

## Zařazení do soutěží podle ČSTS
V současnosti je Jive součástí latinskoamerických tanců, jak je definováno v Českém soutěžním tanečním systému. Je standardně součástí tanečních soutěží na národní i mezinárodní úrovni. V České republice je Jive vyučován v tanečních školách.

## Figury
Figury podle ČSTS:
1. Basic in Place – Základ na místě
2. Basic in Fallaway – Spádný základ
3. Change of Place from R to L – Změna míst z P do L
4. Change of Place from L to R – Změna míst z L do P
5. American spin – Americká spina
6. Change of Place behind the Back – Výměna míst za zády
7. Link – Spojka
8. Whip – Bič
9. Promenade Walks - Slow – Promenádní chůze – S
10. Promenade Walks - Quick – Promenádní chůze – Q
11. Fallaway Throwaway – Spádné odhození
12. Change of Place from R to L with Double Spin – Změna míst z P do L s dvojitou spinou
13. Overturned Change of Place from L to R – Pretočená změna míst z L do P
14. Double Cross Whip – Dvojitý křížený bič
15. Throwaway Whip – Bič s odhozením
16. Reverse Whip – Bič vlevo
17. Curly Whip – Vlnivý bič
18. Overturned Fallaway Throwaway – Přetočené spádné odhození
19. Stop and Go – Stůj a jdi
20. Hip Bump – Úder kyčlí
21. Windmill – Větrný mlýn
22. Mooch – Flákání
23. Spanish Arms – Španělské paže
24. Chicken Walks – Kuřecí chůze
25. Rolling off the Arm – Odvalení z paže
26. Simple Spin – Jednoduchá spina
27. Rock to Simple Spin – Kolébka do jednoduché spiny
28. Flicks into Break – Střihy do přerušení
29. Toe Heel Swivels – Výkruty špička pata
30. Sugar Push – Jemné postrčení
31. Miami Special – Miami Special
32. Shoulder Spin – Spina z ramene
33. Chugging – Kodrcání
34. Chugging by ISTD – Kodrcání
35. Catapult – Katapult
36. Ball Change – Změna bříška
37. Stalking Walks, Flicks into Break – Plíživé kroky, střihy do přerušení